# Giovanni Giuga
Giovanni Giuga (Ispica, 21 maggio 1942 – Ispica, 11 dicembre 2021) è stato un poeta e scrittore italiano.

## Biografia
Laureato in Lettere a Catania con una tesi sull'Antigone di Euripide che ha meritato la dignità di stampa, dal 1974 al 1978 ha collaborato con La Fiera Letteraria, con interviste con i più noti scrittori del panorama letterario italiano (Leonardo Sciascia, Carlo Cassola, Ercole Patti, Anna Maria Ortese, Nello Saito, Pietro Citati) e ha cominciato a pubblicare le sue poesie. Ha insegnato in vari licei ed è stato preside a Roma.
Nel 1978 ha esordito con il volumetto Poesie da Smerdjakov, che dopo essere risultato secondo al Premio Viareggio nello stesso anno ha ottenuto il Premio Mondello come opera prima poetica.
Anche la successiva raccolta Scolii alla casa del nespolo (Lacaita, 1988) ha ottenuto importanti riconoscimenti: con essa lo scrittore è risultato finalista al Premio Carducci e al Premio Montale, mentre una plaquètte inedita che poi confluirà in quel libro ottenne il Premio Montedison della giuria. La stessa raccolta, in ballottaggio con quella del poeta siciliano Stefano Vilardo, ottiene il secondo posto in un concorso poetico organizzato dalla Città di Ragusa e svoltosi al Pisciotto di Sampieri.
La motivazione della Giuria del Premio Mondello aveva ravvisato nel libro d'esordio Poesie da Smerdjakòv la presenza di 
moduli e procedimenti narrativi. Tale vocazione narrativa è testimoniata dal romanzo I fantasmi della veglia, edito nel 
gennaio 2018 da Manni Editori.

## Pubblicazioni

### Raccolte di poesie
- 1978 Poesie da Smerdjakòv, Manduria, Lacaita.
- 1988 Scolii alla casa del nespolo, Manduria, Lacaita.
- 2001 Del raccogliere chiocciole e altre poesie, Manduria, Lacaita.

### Romanzi
- 2018 I fantasmi della veglia, Lecce, Manni editore

### Riferimenti antologici
- 1981 Armida in Poesia erotica italiana del Novecento, Newton Compton editori.

### Interviste
- 2012 Sei interviste per la Fiera Letteraria, Ispica, Kromatografica.